# Poolse parlementsverkiezingen 1989
Verkiezingen in Polen 1989. Als gevolg van de uitkomst van de in februari 1989 begonnen rondetafelconferentie tussen de communistische Poolse regering en de aan haar gelieerde partijen enerzijds en de oppositiepartijen (w.o. Solidarność) anderzijds werden er op 4 juni 1989 semi-vrije verkiezingen voor de Sejm (lagerhuis) gehouden. Volgens de akkoorden van april bleef 65% van de zetels in 460 leden tellende Sejm in handen van de communistische Poolse Verenigde Arbeiderspartij (PZPR) en de blokpartijen (Democratische Partij, de Poolse Boerenpartij en de rooms-katholieke parlementaire groepen zoals PAX). Om de overige 35% van de zetels moest daadwerkelijk gestreden worden. Dit resulteerde in de zogenaamde Contractsejm.
Grote overwinnaar was Solidarność ("S") die 161 van de 162 beschikbare zetels won. De communistische PZPR behaalde 1 zetel, maar had volgens de kieswet recht op 172 zetels. De Boerenpartij kreeg 76 zetels en de Democratische Partij 27. 23 Zetels gingen naar de katholieke parlementaire fracties ("clubs").
Zetelverdeling Sejm na de verkiezingen van 4 juni 1989
| PZPR        | 173 |
| Solidarność | 161 |
| ZSL         | 76  |
| SD          | 27  |
| PAX         | 10  |
| UChS        | 8   |
| PZKS        | 5   |

Op 18 juni 1989 werden er verkiezingen voor de Senaat gehouden. De oprichting van de 100 zetels tellende Senaat en de vrije verkiezingen voor dat orgaan waren conform de afspraken die tijdens de Rondetafelconferentie was gemaakt. Solidarność won 99 van de 100 zetels; de resterende zetel ging naar een onafhankelijke kandidaat. Geen enkele van de door de communisten naar voren geschoven respectabel geachte personen werd gekozen.
Op 19 juli werd generaal Wojciech Jaruzelski (voorheen voorzitter van de Poolse Staatsraad) door de beide kamers van het nieuwe parlement tot president van de Republiek Polen gekozen. Op 29 juli legde Jaruzelski zijn partijpolitieke functies binnen de PZPR neer en later trad hij ook uit de partij. Jaruzelski benoemde generaal Czesław Kiszczak tot formateur, maar door onwil van zowel Solidarność als de Boeren- en Democratische Partij lukte het hem niet een kabinet te vormen. Uiteindelijk werd de katholieke, niet-communistische Tadeusz Mazowiecki door Jaruzelski aangewezen en vormde hij een coalitieregering met Solidarność, de PZPR en de Boeren- en Democratische Partij. Op 29 december 1989 werd de Poolse Volksrepubliek opgeheven en vervangen door de Republiek Polen.